# Geëxpandeerd polystyreen
Geëxpandeerd polystyreen (Engelse afkorting: EPS, naar expanded polystyrene) of PS-hardschuim is een karakteristieke en vrijwel altijd witte kunststof, in de volksmond piepschuim genoemd. Merknamen als Isomo, Tempex, Styropor en Depron worden wel als soortnaam gebruikt.
EPS wordt sinds de jaren 1950 voor vele doeleinden toegepast. Het is van oorsprong bedoeld als isolatiemateriaal en kent daarin nog steeds de grootste toepassing. Daarnaast wordt het veel gebruikt voor verpakkingen en in de grond-, weg- en waterbouw-sector.

## Productie
Polystyreen ontstaat door polymerisatie van het monomeer styreen. Styreen wordt op industriële schaal gemaakt uit ethylbenzeen door dehydrogenatie, dat op zijn beurt gemaakt wordt door alkylatie van benzeen met etheen. Aan het polystyreen wordt een blaasmiddel toegevoegd en vervolgens geëxpandeerd tot korrels. EPS-verwerkers verhitten de korrels met stoom; de korrels zetten dan uit en worden aan elkaar gesmolten. Na afkoeling resulteert dit in een blok, plaat of vlokken geëxpandeerd hardschuim.

## Eigenschappen
Een kubieke meter EPS bevat ongeveer 10 miljoen bolletjes, ook wel parels genoemd. Elke parel heeft ongeveer 3000 gesloten, met gas gevulde cellen. Naar volume bestaat EPS voor 2% uit polystyreen en voor 98% uit gas. Het is dan ook zeer licht met een dichtheid van 15 tot 40 kg/m³.
EPS is een goede warmte-isolator. De warmtedoorgangscoëfficiënt (λ) is, afhankelijk van de dichtheid en het toegepaste materiaal, ongeveer 0,035 W/(m.K).
EPS is ongevoelig voor vocht bij onderdompeling (submersion) en er treedt geen waterdamptransport (diffusion) in het materiaal op. Dankzij de specifieke celstructuur kan het grote mechanische drukbelastingen opnemen. EPS bestaat uit één materiaalsoort, waardoor het voor recycling in aanmerking komt.

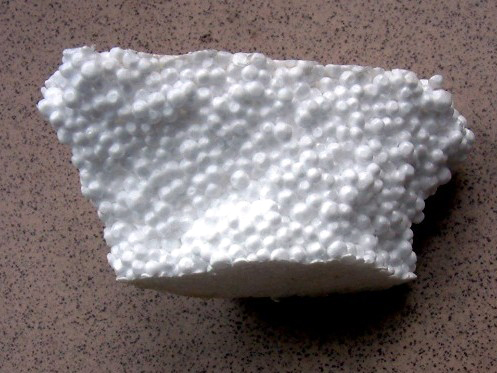
Een stuk geëxpandeerd polystyreenschuim

## Toepassingen
In de bouw wordt EPS veel toegepast voor thermische en geluidsisolatie en om trillingshinder te voorkomen. Zijn schokabsorberende eigenschappen maken EPS geschikt om in verpakkingen breuk te voorkomen. Het wordt toegepast als licht ophoog- of funderingsmateriaal in de wegenbouw, met name in de veengebieden in het westen van Nederland. Het is lichter dan veen en voorkomt verzakkingen van wegen grotendeels. EPS wordt veel gebruikt waar wegen op kunstwerken als bruggen of viaducten aansluiten. Veel viaducten over gedeeltes van de Betuweroute, zoals in de Alblasserwaard, zijn met EPS gebouwd. In de HSL-Zuid is EPS gebruikt voor de opritten naar de brug over het Hollandsch Diep.
EPS wordt ook gebruikt als bouwmateriaal voor vormen van beeldhouwkunst, waaronder schaalmodellen en praalwagens. EPS wordt bijvoorbeeld bij het maken van corsowagens gebruikt als ondergrond voor de bloemen.

## EPS-bouwproducten
EPS-producten worden vervaardigd in de vorm van blokken, platen of vormdelen. De blokken kunnen tot platen en vele willekeurige vormdelen worden gesneden. EPS-bouwproducten worden 'kaal' geleverd, zoals EPS-spouwplaten, 'broodjesvloeren' en in samengestelde hoogwaardige producten als sandwichpanelen of gecacheerde dakisolatie.

## EPS-kwaliteiten
De aanduiding van de EPS-kwaliteiten was in het verleden gebaseerd op de volumieke massa. Sinds 2000 geldt de Europese geharmoniseerde norm, NEN-EN 13163 en is de aanduiding gebaseerd op de druksterkte bij 10% vervorming (een materiaaleigenschap, géén toelaatbare spanning).
| Eigenschap                                                    | Notatie | EPS 60  | EPS 100 | EPS 150 | EPS 200 | EPS 250 |
| ------------------------------------------------------------- | ------- | ------- | ------- | ------- | ------- | ------- |
| Druksterkte bij 10% vervorming (korte duur) se=10% of CS (10) | kPa     | 60      | 100     | 150     | 200     | 250     |
| Lange-duur druksterkte se=2% of CS (2)                        | kPa     | 18      | 30      | 45      | 60      | 75      |
| Buigsterkte sb of BS                                          | kPa     | 100     | 150     | 200     | 250     | 350     |
| Elasticiteitsmodulus Et                                       | kPa     | 4.000   | 6.000   | 8.000   | 10.000  | 12.000  |
| Afschuifsterkte τ                                             | kPa     | 50      | 75      | 100     | 125     | 170     |
| Treksterkte st                                                | kPa     | 100     | 150     | 200     | 250     | 350     |
| Wrijvingscoëfficiënt c                                        |         | 0,5     | 0,5     | 0,5     | 0,5     | 0,5     |
| Warmtegeleidingscoëfficiënt lD = lR                           | W/m·K   | 0,038   | 0,036   | 0,034   | 0,033   | 0,033   |
| Diffusieweerstandsgetal m                                     | -       | 20      | 30      | 40      | 60      | 90      |
| Vochtopname bij onderdompeling                                | % v/v   | 5,0     | 4,0     | 3,5     | 3,0     | 2,0     |
| Lineaire uitzettingscoëfficiënt a                             | m/m     | 7·10-5  | 7·10-5  | 7·10-5  | 7·10-5  | 7·10-5  |
| Warmtecapaciteit C                                            | J/kg·K  | 1.450   | 1.450   | 1.450   | 1.450   | 1.450   |
| Temperatuurbestendigheid (min/max)                            | T       | -180+80 | -180+80 | -180+80 | -180+80 | -180+80 |

(Bron: STYBENEX)

## Gezondheid/veiligheid
Bij verwarming van EPS komen schadelijke stoffen vrij. Mogelijke giftige verbrandingsproducten zijn: koolmonoxide, diverse koolwaterstoffen, en aldehyden.